# Michael McDowell (homme politique)
Michael McDowell (né le 1er mai 1951) est un homme politique indépendant irlandais et avocat qui est sénateur de l'Université nationale depuis avril 2016. Il est auparavant Tánaiste de 2006 à 2007, ministre de la Justice, de l'Égalité et de la Réforme législative de 2002 à 2007, chef des Démocrates progressistes de 2006 à 2007 et procureur général d'Irlande de 1999 à 2002. Il est Teachta Dála (TD) pour la circonscription de Dublin Sud-Est de 1987 à 1989, de 1992 à 1997 et de 2002 à 2007.
Petit-fils du révolutionnaire irlandais Eoin Mac Néill, McDowell est un membre fondateur des Démocrates progressistes au milieu des années 1980. Il mène les démocrates progressistes à un score désastreux aux élections générales de 2007, au cours desquelles le parti perd six de ses huit sièges au Dáil Éireann, dont le sien. Après avoir concédé son siège à John Gormley au centre de comptage RDS à Dublin, McDowell démissionne de son poste de chef du parti et annonce sa retraite immédiate de la vie publique. Depuis, il a repris sa carrière juridique privée. Il revient à la politique en 2016 et est élu par Seanad Éireann en tant que sénateur de l'Université nationale d'Irlande.

## Jeunesse
Né à Dublin, il fait ses études à l'école jésuite Gonzaga College, puis à l'University College Dublin où il devient auditeur de l'UCD Law Society. Il fréquente ensuite le King's Inns de Dublin où il obtient le diplôme d'avocat en 1974. McDowell est un avocat junior de l'équipe juridique qui défend le meurtrier Malcolm MacArthur dans la célèbre affaire GUBU. En 2002, McDowell s'est déporté sur l'examen du rapport de libération conditionnelle de MacArthur, pour éviter tout éventuel conflit d'intérêts découlant de cette représentation<. Il est nommé avocat principal en 1987. Il s'implique dans la politique, soutenant initialement le Fine Gael. Lorsque Desmond O'Malley est exclu du Fianna Fáil en 1985, McDowell le soutient et finit par devenir l'un de ceux qui l'aident à créer les Démocrates Progressistes. Il est le mari du professeur de comptabilité de l'UCD Niamh Brennan et le frère du professeur d'économie de l'UCD Moore McDowell.

## Carrière politique
McDowell est l'un des 14 démocrates progressistes élus au Dáil Éireann aux élections générales de 1987, la première élection après la fondation du parti. Il est élu dans la circonscription Dublin Sud-Est. Il perd son siège aux élections générales de 1989 mais devient président du parti. McDowell retrouve son siège aux élections générales de 1992, mais le perd à nouveau aux élections générales de 1997. À plusieurs reprises, il est membre du banc avant des Démocrates Progressistes en tant que porte-parole pour les affaires étrangères, l'Irlande du Nord et les finances. En juillet 1999, McDowell est nommé procureur général d'Irlande, poste qu'il occupe jusqu'en 2002.

### Ministre de la Justice, de l'Égalité et de la Réforme législative
Après les élections générales de 2002, McDowell retrouve son siège au Dáil. Il est nommé au cabinet en tant que ministre de la Justice, de l'Égalité et de la Réforme législative. Il est un fervent opposant à la politique du Sinn Féin et de l'Armée républicaine irlandaise provisoire et adopte souvent une ligne plus dure que ses partenaires de coalition, le Fianna Fáil.
En 2005, il annonce son intention d'introduire des ordonnances sur les comportements antisociaux, mais pas sous la même forme que celles en vigueur en Grande-Bretagne. La loi de 2003 sur les boissons alcoolisées de McDowell interdit les promotions de boissons à prix réduit et impose des restrictions sur la publicité sur l'alcool, tout en rendant obligatoire pour les moins de 21 ans d'avoir une preuve d'âge lorsqu'ils boivent dans les pubs. Cette loi interdit également aux moins de 18 ans l'accès aux pubs après 21 heures, une réglementation très impopulaire qui est ensuite assouplie jusqu'à 22 heures pendant les mois d'été.
En 2004, il propose un référendum sur la citoyenneté pour mettre fin au droit automatique à la citoyenneté irlandaise pour tous les bébés nés sur l'île d'Irlande. Le référendum est adopté avec une majorité de 80 %. Le référendum est critiqué par certains membres de l'opposition, qui accusent McDowell de se plier à des éléments racistes. Il réforme le secteur de la sécurité privée, en le réglementant pour la première fois en vertu de la loi de 2004 sur les services de sécurité privée et en créant l'Autorité de sécurité privée.
McDowell lance des réformes de grande envergure de la Garda Síochána et introduit des sanctions sévères (jusqu'à cinq ans de prison) pour la Gardaí qui divulgue des informations en vertu de la loi Garda Síochána de 2005. Il introduit une branche auxiliaire volontaire des forces de police, malgré l'énorme résistance des salariés. La loi de 2005 sur la justice pénale (infractions terroristes) de McDowell sur la conservation des données de télécommunications oblige les fournisseurs de services à conserver tous les enregistrements téléphoniques, SMS et Internet pendant trois ans et à les fournir à Gardaí sur demande.
Son projet de loi sur la diffamation de 2006 propose une réforme radicale de la loi irlandaise sur la diffamation, remplaçant les délits de diffamation et de calomnie par un seul délit de « diffamation » et permettant à la presse d'invoquer « une publication juste et raisonnable » comme moyen de défense dans les affaires de diffamation. En lien avec les réformes sur la diffamation, McDowell propose aussi une nouvelle loi sur la protection de la vie privée qui est fortement critiquée par l'industrie de la presse,. En 2006, il crée le Balance in Criminal Law Review Group et, en 2007, supervise la mise en œuvre de leur recommandation visant à faire reculer le droit au silence.

### Direction du parti
En juin 2006, McDowell est impliqué dans un conflit de direction avec la chef du parti Mary Harney, au sujet d'une prétendue promesse de Harney de se retirer en sa faveur. Le différend semblait avoir été résolu, Harney restant à la tête du parti. Le 7 septembre 2006, Mary Harney démissionne de façon inattendue de son poste de chef du parti et McDowell est le favori pour lui succéder aux élections à la direction qui suivent. Le 11 septembre 2006, McDowell est confirmé comme chef du parti et le 13 septembre 2006, il est nommé Tánaiste.

### Élections générales de 2007 et démission comme chef du parti

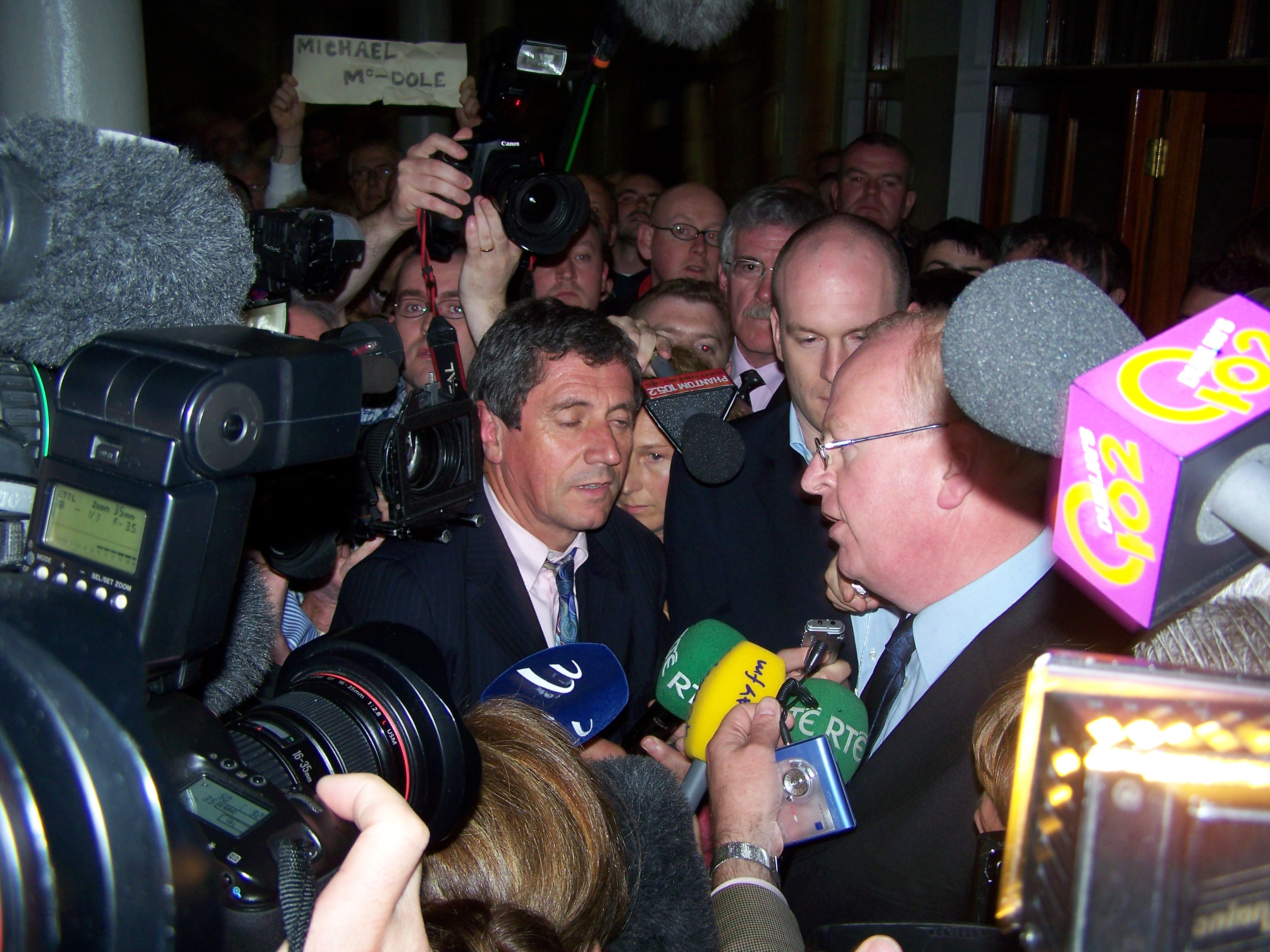
McDowell (à droite) annonce sa retraite.

Lors de la campagne électorale générale de 2007, les Démocrates Progressistes lancent des affiches portant le slogan « Gouvernement de gauche ? Non merci ». Cela fait écho à leur campagne électorale de 2002 avec des affiches portant le slogan : ; "Gouvernement à parti unique ? Non merci" qui vise alors le Fianna Fáil. En 2007, leur cible est le Parti Vert.
Bien qu'il soit un chef de parti de haut niveau, Tánaiste et ministre de la Justice, le parti passe de 6 093 (18,8 %) aux élections générales de 2002 à 4 450 (13,2 %) aux élections générales de 2007. Il est battu pour le dernier siège dans la circonscription de Dublin Sud-Est par John Gormley avec une marge de 304 voix. Il est le premier Tánaiste en exercice à perdre son siège, et son départ ultérieur de la politique fait de lui le « chef de parti politique le plus court de l'histoire de l'État ». Le 25 mai 2007, McDowell démissionne de son poste de chef des Démocrates progressistes et annonce qu'il quitte la politique.
En 2016, McDowell se présente aux élections de Seanad Éireann pour la circonscription de l'Université nationale. Il est élu au 26e décompte. Il est réélu au Seanad en 2020.